# Hồ sơ về nhân quyền tại Hoa Kỳ
Hồ sơ về nhân quyền tại Hoa Kỳ, hay còn được gọi một cách không chính thức là "Báo cáo của Trung Quốc về nhân quyền Hoa Kỳ" là hồ sơ tập hợp các báo cáo hàng năm về tình trạng nhân quyền tại Hoa Kỳ do Trung Quốc xuất bản. Báo cáo đầu tiên được Trung Quốc công bố năm 1998 để đáp trả lại bản báo cáo thường niên của Quốc hội Hoa Kỳ về tình hình nhân quyền ở Trung Hoa đại lục. Bắt đầu từ năm 2000, báo cáo này được công bố định kỳ hàng năm.
Các báo cáo tập trung vào sự bất bình đẳng, quan hệ chủng tộc, tình trạng tội phạm và cách đối xử với tù nhân trên lãnh thổ Hoa Kỳ hoặc những nơi có sự hiện diện quân sự của Hoa Kỳ, như trường hợp nhà tù Abu Ghraib, Trại giam Vịnh Guantánamo...

### tiếng Anh
- Trung Quốc công bố báo cáo về nhân quyền Hoa Kỳ hàng năm Lưu trữ ngày 1 tháng 11 năm 2005 tại archive.today
- Trung Quốc đáp trả bằng báo cáo nhân quyền CNN
- Trung Quốc công bố Hồ sơ nhân quyền Hoa Kỳ (năm 1998) Website đại sứ quán Trung Quốc
- Trung Quốc: Báo cáo về nhân quyền Hoa Kỳ năm 1999
- Trung Quốc: Báo cáo về nhân quyền Hoa Kỳ năm 2000 Lưu trữ ngày 22 tháng 7 năm 2011 tại Wayback Machine
- Full text of Human Rights Record of the United States in 2001
- Summary of The Human Rights Record of the United States in 2002 Lưu trữ ngày 6 tháng 7 năm 2011 tại Wayback Machine
- Full text of Human Rights Record of the United States in 2003
- Full text of Human Rights Record of the United States in 2004
- Full text of Human Rights Record of the US in 2005
- Human Rights Record of the U.S. in 2006 Lưu trữ ngày 10 tháng 1 năm 2019 tại Wayback Machine
- Human Rights Record of the U.S. in 2007 Lưu trữ ngày 24 tháng 3 năm 2017 tại Wayback Machine
- Human Rights Record of the U.S. in 2008
- Human Rights Record of the U.S. in 2009